# Paul Heinemann
Paul Heinemann (1916 – 1996) fue un botánico, micólogo, ecólogo belga. Se especializó en micología africana. En su larga carrera, publicó 435 nombres, incluyendo 2 familias, 6 géneros, 346 especies, y 40 variedades. Sus colecciones de especímenes secos, cerca de 7.000, se preservan en el herbario de la Facultad de Ciencias de Agricultura en Gembloux, y en el Jardín Botánico Nacional de Bélgica, Meise.

## Algunas publicaciones
- 1994. Micropsalliota subalpina nov. sp. (Agaricaceae) from Mexico. Con L. Guzmán-Dávalos. Bull. Jard. Bot. Nat. Belg. 63 (1-2): 195-199

- 1986. Agarici austroamericani. 6. Aperçu sur les Agaricus de Patagonie et de la Terre de Feu. Bull. Jard. Bot. Nat. Belg. 56: 417-446

- 1982. Observations sur le genre Phlebopus (boletineae)

- 1978. Pluteus (Pluteaceae). Parte 6 de Flore Illustrée des Champignons d'Afrique Centrale. Con Egon Horak. Ed. Ministère de l'agriculture, Jardin botanique National de Belgique, 16 pp.

- 1978. Volvariella (Pluteaceae): compléments. Vol. 6 de Flore illustrée des champignons d'Afrique centrale. Ed. Ministère de l'Agriculture, Jardin botanique national de Belgique, 2 pp.

- 1972. Tables des fascicules 1-17. Flore iconographique des champignons du Congo. Ed. Ministère de l'agriculture, Jardin botanique National de Belgique, 16 pp.

- 1967. Clavaires et thelephora. Parte 16 de Flore iconographique des champignons du Congo. Ed. Jardin Botanique de l'Etat (Bélgica) y Ministere de L'Agriculture, 2 pp.

- 1961. Agarici Austro-Americani: Agaricus of Trinidad. I

- 1958. Russula carpini. Con R. Girard. Ed. 	Société mycologique de France, 6 pp.

- 1956. Agaricus I. Parte 5 de Flore iconographique des champignons du Congo. Ed. Jardin Botanique de l'Etat (Bélgica) y Ministere de L'Agriculture, Jardin Botanique de L'Etat, 22 pp.

- 1947. Nos bolets. 3ª ed. 14 pp.

- 1937. Pholiota aurea Fries. Ed. Au Siége de la Société

## Honores

### Eponimia
Género de fungi
- Heinemannomyces[6]
- La abreviatura «Heinem.» se emplea para indicar a Paul Heinemann como autoridad en la descripción y clasificación científica de los vegetales.[7]